# Guardia Nacional (1859)
El vapor Guardia Nacional fue un buque de vapor de la Armada Argentina que participó de las guerras civiles argentinas y de la Guerra del Paraguay.

## Historia
Reiniciada en 1859 la guerra entre la Confederación Argentina y el Estado de Buenos Aires, el Camila, un vapor a ruedas de 549 tn de matrícula mercante inglesa propiedad de la Royal Mail Steamship Co., fue adquirido por el Estado de Buenos Aires en 3000 onzas de oro para reemplazar al Pinto, caído en manos de la nación tras la sublevación del 7 de julio. 
El buque, con 45 m de eslora, 10 de manga y un calado de 1,5 m, tenía un casco compuesto de chapas de hierro de 4 mm de espesor y la cubierta y obra muerta era de acero y madera. Incluso las ruedas laterales estaban protegidas por tamboretes de hierro. Su máquina le permitía alcanzar una velocidad de crucero de 8 nudos y una máxima de 10.
Tras ser fuertemente artillado con una coliza de bronce de a 16 en proa, 2 bomberos ingleses de a 32 y 8 gónadas de hierro de a 18, todas piezas provenientes del Parque de Artillería de la ciudad, se incorporó a la escuadra rebelde en operaciones al mando del capitán Miguel Soler. 
Aunque el 27 de junio se le dio el nombre de Guardia Nacional, continuó llamándoselo Camila durante el resto del año, durante el cual estuvo al mando sucesivo de Juan Lamberti, Andrés Bértora y Antonio Somellera.
Intervino en la campaña lanzada sobre Rosario (Argentina) que finalizó el 23 de octubre con la derrota rebelde en la Batalla de Cepeda (1859). Iniciada la evacuación de las fuerzas al mando de Bartolomé Mitre, el 25 participó de la Acción naval de San Nicolás de los Arroyos (1859) integrando como nave insignia la escuadra al mando de Antonio Susini, junto al Riobamba, 25 de Mayo, Constitución, Caaguazú, Buenos Aires y once transportes de tropas contra la escuadra de la Confederación Argentina comandada por Luis Cabassa y compuesta de los vapores Pinto, Coronel Maurice, Dorrego, 9 de Julio, 14 de Octubre y General Benavídez, la barca Concepción, el bergantín Presidente Urquiza, el bergantín goleta Congreso y la goleta General Alvear.
Liderando el convoy, pasó a la isla Martín García que encontró abandonada, defendida solo por el pontón Castelli.
A comienzos de 1860 permaneció fondeado en el Riachuelo y mudó su artillería montándosele dos colizas de a 24 y 1 de a 12, cuatro carronadas de a 20, 2 de a 10, 2 de a 6 y 1 de a 4. Al mando del sargento mayor Juan Lamberti viajó posteriormente a Rosario para recibir y conducir a Buenos Aires los restos del general Juan Galo Lavalle.
Ese mismo año brindó auxilio a la barca francesa Falax, varada en Punta Piedras. Al finalizar el año permanecía estacionario en el Río de la Plata, permaneciendo en esa función al mando de Luis Py hasta el inicio de la Guerra de la Triple Alianza.
Iniciado el conflicto con el Paraguay, el Guardia Nacional trasladó tropas a la provincia de Corrientes, integrándose a la 1° División de la Escuadra de Brasil a las órdenes del vicealmirante Francisco Manuel Barroso da Silva.
El 12 de agosto de 1865 al mando directo de Luis Py y llevando la insignia del coronel José Murature fue el único buque de guerra argentino que, integrando la División Brasileña, participó del combate de Paso de Cuevas, última acción de combate contra otras naciones de la Armada Argentina hasta la Guerra de Malvinas. 
Cada barco demoró en pasar alrededor de media hora recibiendo de las baterías paraguayas un promedio de 20 impactos cada uno. El Guardia Nacional iba en la quinta posición de la línea aliada, inmediatamente después del Amazonas (Teotonio de Brito), insignia de Barroso. Murature, para demostrar el valor de sus hombres, demoró el paso y durante tres cuartos de hora se cañoneó con las baterías paraguayas. Tras efectuar 38 disparos y conseguir silenciar momentáneamente la batería de la playa, prosiguió su camino. 
Valor o bravata, el Guardia Nacional salió con varios impactos en la línea de flotación y 15 bajas incluyendo entre los muertos a los guardiamarinas Enrique Py, hijo del comandante del buque, y José Ferré, ayudante de Murature e hijo del gobernador de Corrientes Pedro Ferré, y entre los heridos al entonces subteniente Clodomiro Urtubey.
El parte del almirante brasileño hizo específica mención a la actuación del Guardia Nacional:

"Este vapor pasó con toda bizarría, sin dejar de hacer fuego con toda su artillería, contestando así al que recibía, con lo cual me dejó muy satisfecho. Nuestros buques pasaron todos contestando el fuego hecho desde las baterías, cumpliendo en tal forma con su deber."
Francisco Manuel Barroso, Comando de la 1° División de la Escuadra del Brasil en el Río de la Plata. A bordo del vapor Amazonas, Rincón del Soto, 13 de agosto de 1865

Tras el combate, el Guardia Nacional fue destinado a trasladar a Buenos Aires a los heridos de la batalla de Yatay (17 de agosto de 1865). En la ciudad, a comienzos de año varió su artillería nuevamente a 1 cañón rayado de bronce de a 36 montado en coliza, 2 de hierro de a 12 y uno de a 4, mientras que se montaron dos cañones de bronce de a 2 en sus lanchas.
En 1866 trasladó al frente de batalla al Regimiento de Infantería de Línea N° 6. En los primeros meses de 1867 permaneció estacionaria en Itapirú al mando de Guillermo Brown (nieto), dedicándose a tareas logísticas al servicio del ejército de operaciones, transportando tropas, pertrechos y heridos. Regresó a Buenos Aires para efectuar reparaciones y en octubre de 1868 fue aligerado de artillería para facilitar su uso como transporte de tropas, partiendo al frente con dos cañones de hierro de a 12 al mando del capitán Andrés Abelleyra.
En 1870 al mando de José Murature repatrió en varios viajes al Regimiento San Martín y a la Artillería del Ejército. Al producirse el levantamiento de López Jordán transportó al Regimiento de Infantería de Línea N° 9 a Concordia y Concepción del Uruguay.
En 1871 al mando del capitán Eliseo Correa pasó a Martín García actuando como pontón y tras actuar como lazareto al declararse la epidemia de fiebre amarilla en Buenos Aires, fue estacionado a fines de ese año en las riberas del río Luján, en cuyas aguas se hundió en diciembre.
Las gestiones para vender su casco generaron una fuerte reacción popular por considerárselo una reliquia de la reciente guerra, por lo que fue reflotado y mantenido en desarme. En 1875 el municipio de San Nicolás de los Arroyos lo solicitó para ser utilizado como muelle flotante, lo que fue denegado por las autoridades. Sin embargo, tras permanecer varios años amarrado en el río Luján sin mantenimiento alguno, quedó finalmente reducido a chatarra y en ese carácter fue vendido.